# LaMarcus Aldridge
LaMarcus Nurae Aldridge (Dallas, 19 de julho de 1985) é um ex-jogador de basquetebol profissional norte-americano.
Ele jogou basquete universitário na Universidade do Texas em Austin e foi selecionado pelo Chicago Bulls como a segunda escolha geral no Draft da NBA de 2006. Depois de passar nove temporadas no Portland Trail Blazers, ele assinou com o San Antonio Spurs em 2015. Em março de 2021, ele assinou com o Brooklyn Nets. Ele se aposentou após duas semanas devido a um batimento cardíaco irregular, mas retornou aos Nets na temporada seguinte após receber autorização médica.

## Carreira no ensino médio
Aldridge estudou na Seagoville High School, onde foi escolhido para a Segunda-Equipe All-American pela Parade e o Jogador do Ano da Classe 4A pela Associação de Treinadores de Basquete do Texas (TABC).
Considerado um recruta de cinco estrelas pela Rivals.com, Aldridge foi listado como o 4º melhor pivô e como o 16º melhor jogador do país em 2004.

## Carreira universitária
Aldridge estudou na Universidade do Texas em Austin. Ele declarou-se para o draft da NBA de 2004, mas acabou retirando seu nome. De acordo com um relatório, a decisão inicial de Aldridge de frequentar a faculdade em vez de entrar no draft diretamente do ensino médio foi influenciada pelo conselho pessoal de Shaquille O'Neal. No entanto, em abril de 2006, após o final de seu segundo ano universitário, Aldridge anunciou que deixaria a faculdade para entrar no draft da NBA de 2006.

## Carreira profissional

### Portland Trail Blazers (2006-2015)

#### Temporada de 2006-07
Aldridge foi selecionado pelo Chicago Bulls como a segunda escolha geral do Draft da NBA de 2006. Ele foi trocado para o Portland Trail Blazers por Tyrus Thomas e Viktor Khryapa.
Aldridge perdeu os sete primeiros jogos da temporada de 2006-07 devido a uma cirurgia no ombro, mas retornou antes do previsto devido, em parte, a uma lesão de Brandon Roy. Aldridge teve um impacto imediato no ataque com média de 8,4 pontos em seus primeiros 14 jogos. 
Após a lesão de Joel Przybilla, Aldridge foi premiado com a posição de pivô titular e melhorou suas mêdias para 14,7 pontos e 8,0 rebotes por jogo no mês de março. Isso o colocou em segundo lugar na votação de Novato do Mês da Conferência Oeste. 
Em 31 de março de 2007, no primeiro quarto contra o Los Angeles Clippers, Aldridge foi levado para o Hospital Providence em Portland por falta de ar e batimentos cardíacos irregulares. Ele foi diagnosticado com síndrome de Wolff-Parkinson-White em 9 de abril e perdeu os oito jogos restantes da temporada.
Aldridge foi um dos seis jogadores nomeados para a Equipe de Novatos da NBA de 2007.

#### Temporada de 2007-08
Aldridge elevou seu jogo em sua segunda temporada, tendo médias da carreira em 17.8 pontos, 7.6 rebotes, 1.6 assistências e 1.2 bloqueios, e terminou em terceiro na votação do Prêmio de Jogador que Mais Evoluiu.
Durante esta temporada, Aldridge teve problemas de lesão devido à fascite plantar, o que o fez perder jogos de 11 a 18 de dezembro de 2007. Após o tempo perdido, ele ainda tinha alguns problemas com o pé, mas foi capaz de jogar efetivamente.

#### Temporada de 2008-09

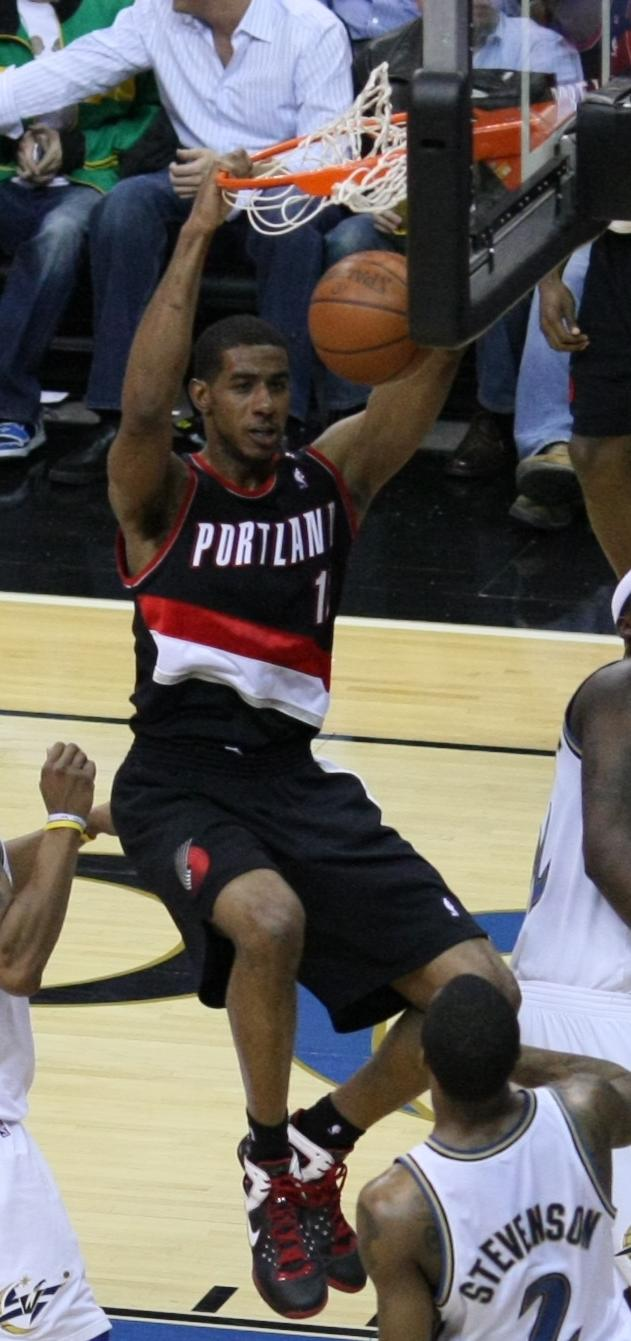
Aldridge em dezembro de 2008

Aldridge jogou inconsistentemente no começo da temporada de 2008-09. Ele chamou os primeiros 15 jogos de "os piores da sua vida", mas gradualmente melhorou com o passar da temporada.
Aldridge desenvolveu seu jogo ofensivo ao longo da temporada, ainda confiando fortemente em seu arremesso. Ele terminou a temporada com médias de 18,1 pontos e 7,5 rebotes. Aldridge marcou mais de 20 pontos em metade dos últimos 28 jogos da temporada. 
Pela primeira vez na liga, Aldridge quase jogou uma temporada inteira, perdendo apenas um jogo.

#### Temporada de 2009-10
No final de outubro, Aldridge assinou uma prorrogação de contrato de 5 anos e 65 milhões de dólares com Portland.
Aldridge teve números semelhantes aos da temporada anterior com médias de 17.9 pontos e 8.0 rebotes. No início de dezembro, Greg Oden sofreu uma lesão e Aldridge recebeu mais minutos e oportunidades ofensivas como resultado.

#### Temporada de 2010-11
Aldridge emergiu como um líder depois que Brandon Roy teve problemas no joelho em dezembro de 2010. Ele foi premiado com o Jogador da Semana da NBA de 17 a 23 de janeiro e 7 a 13 de fevereiro. 
Em 2 de março, ele se juntou a Clyde Drexler (1991) e Kelvin Ransey (1981) como os únicos jogadores do Trail Blazers a receber o prêmio de Jogador do Mês da NBA. Aldridge foi vice-campeão do Prêmio de Jogador que Mais Evoluiu, perdendo para Kevin Love.

#### Temporada de 2011-12
Devido ao bloqueio, a temporada de 2011-12 não começou até o dia de Natal de 2011. Os fãs dos Blazers estavam esperançosos de que os três jogadores anunciados em sua campanha promocional "Rise With Us" (Aldridge, Roy e Greg Oden) finalmente teriam a chance de jogar juntos por uma temporada completa. Esses planos evaporaram quando Roy, que sofria de problemas crônicos no joelho devido à falta de cartilagem, se aposentou e Oden, que havia jogado apenas 82 jogos nas quatro temporadas anteriores, teve mais um revés em seu esforço para reabilitar os joelhos. Aldridge foi nomeado reserva da Conferência Oeste no All-Star de 2012.

#### Temporada de 2012-13
Em 12 de novembro de 2012, Aldridge teve oito assistências na derrota por 95-87 para o Atlanta Hawks. Em 2013, Aldridge foi nomeado para o All-Star Game pela segunda vez em sua carreira. Ele teve médias de 21,1 pontos, 9,1 rebotes e 2,6 assistências em 37,7 minutos. O Trail Blazers teve um recorde de 33-49 e perdeu os playoffs pelo segundo ano consecutivo.

#### Temporada de 2013-14
Apesar dos rumores durante a pós-temporada de 2013, Aldridge expressou seu desejo de permanecer em Portland, ao mesmo tempo em que pediu melhorias no elenco. Aldridge começou sua oitava temporada na NBA forte, registrando cinco duplos-duplos consecutivas de 9 a 17 de novembro. 
Em 23 de novembro de 2013, em um jogo contra o Golden State Warriors, Aldridge se envolveu em uma briga depois que o pivô dos Warriors, Andrew Bogut, brigou com Joel Freeland. Em 25 de novembro, foi anunciado que ele foi multado em 45.000 dólares pelo incidente. No mesmo dia, Aldridge foi nomeado Jogador da Semana da Conferência Oeste pela quarta vez em sua carreira. O prêmio veio em meio a uma sequência de 11 vitórias dos Blazers, durante a qual Aldridge teve médias de 21,1 pontos, 11,3 rebotes, 2,5 assistências e 2,5 bloqueios. 
Em 12 de dezembro de 2013, Aldridge registrou 31 pontos e 25 rebotes na vitória por 111-104 sobre o Houston Rockets, tornando-se o primeiro jogador na história da franquia com pelo menos 30 pontos e 25 rebotes em um jogo. Em 23 de janeiro de 2014, Aldridge registrou 44 pontos, 13 rebotes, 5 assistências e 2 bloqueios na vitória por 110-105 sobre o Denver Nuggets.
O Trail Blazers teve um recorde de 31-10 na primeira metade da temporada de 2014, ficando consistentemente perto do topo da Conferência Oeste durante os três primeiros meses da temporada. Ao lado de Damian Lillard, Aldridge foi eleito reserva do All-Star Game de 2014, sua terceira aparição consecutiva. Ele terminou em quinto lugar na votação dos fãs com mais de 600.000 votos.
Em 12 de março de 2014, Aldridge sofreu uma contusão lombar durante o terceiro quarto de um jogo contra o San Antonio Spurs. Ele perdeu os sete jogos seguintes, mas voltou a tempo de ajudar os Blazers a garantir sua 30ª vaga nos playoffs e a primeira desde 2011.
Em 20 de abril de 2014, Aldridge registrou 46 pontos, 18 rebotes, 2 assistências e 2 bloqueios na vitória por 122-120 sobre o Houston Rockets no Jogo 1 da primeira rodada dos playoffs. Em 23 de abril de 2014, no Jogo 2 da série, Aldridge registrou 43 pontos e 8 rebotes. Ele se juntou a Michael Jordan, Jerry West, Allen Iverson e Tracy McGrady como os únicos jogadores na história da NBA a marcar 89 ou mais pontos nos dois primeiros jogos de uma série de playoffs. Ao longo de toda a série de seis jogos contra Houston, Aldridge teve médias de 29,8 pontos e 2,5 bloqueios. Na série seguinte contra os Spurs, Blazers foram derrotados em cinco jogos. 
Aldridge teve uma grande temporada, ganhando três prêmios de Jogador da Semana da Conferência Oeste e registrando suas melhores marcas de pontos e rebotes por jogo, porcentagem de lances livres, rebotes defensivos e duplo-duplos.

#### Temporada de 2014-15

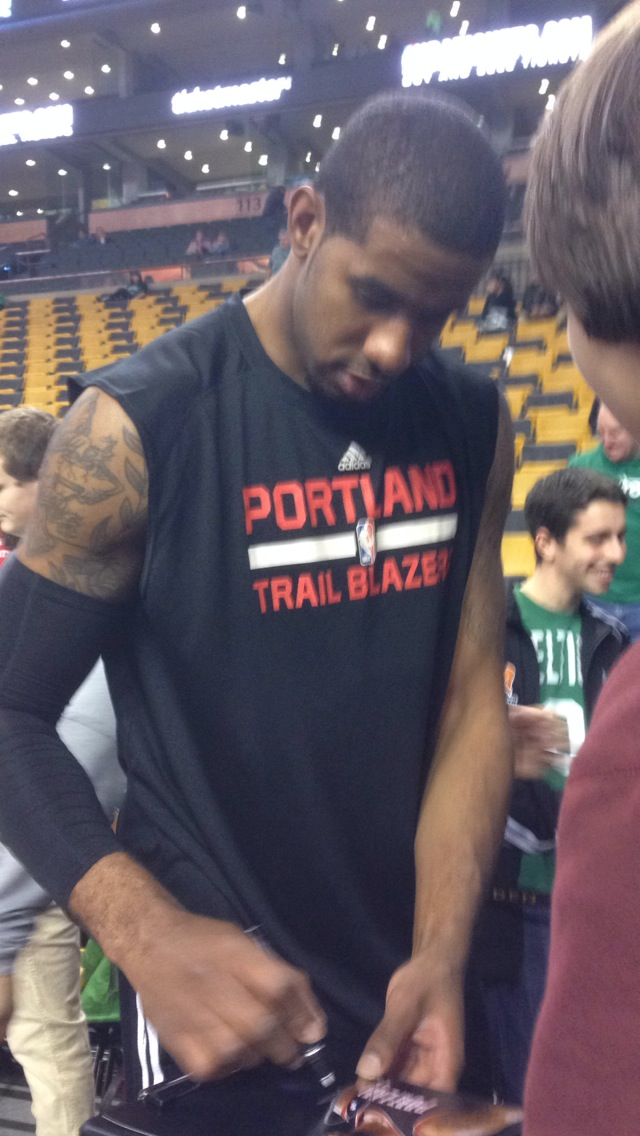
Aldridge dando autógrafos após um jogo em Boston em 2014

Em 9 de dezembro de 2014, em um jogo contra o Detroit Pistons, Aldridge passou Terry Porter como segundo maior pontuador de todos os tempos da franquia com 11.333 pontos. Depois de liderar Portland durante a primeira metade da temporada com médias de 23,2 pontos e 10,2 rebotes, Aldridge foi descartado por seis a oito semanas em 23 de janeiro de 2015, depois de romper o ligamento colateral radial no polegar esquerdo. No entanto, ele perdeu apenas dois jogos depois de decidir não fazer a cirurgia e voltou ao time titular em 24 de janeiro contra o Washington Wizards, marcando 26 pontos. Depois de ser selecionado como reserva do All-Star Game da NBA em 29 de janeiro, Aldridge foi nomeado como titular em 14 de fevereiro pelo treinador Steve Kerr, substituindo o lesionado Anthony Davis.
Em 20 de março de 2015, Aldridge tornou-se o líder de todos os tempos dos Trail Blazers em rebotes, registrando 10 contra o Orlando Magic. No entanto, enquanto isso, os Blazers estavam esfriando após um recorde de 30-11 nos primeiros 41 jogos da temporada quando Wesley Matthews, a quem Aldridge chamou de "o coração e a alma" dos Trail Blazers, rompeu o tendão de Aquiles em 5 de março e perdeu o resto da temporada e os playoffs. Os Blazers tiveram um recorde de 21-20 em seus últimos 41 jogos. Nos playoffs, os Blazers foram superados pelo Memphis Grizzlies em cinco jogos. Aldridge teve média de 23,4 pontos e foi selecionado para a Segunda-Equipe da NBA.

### San Antonio Spurs (2015-2021)

#### Temporada de 2015-16
Em 9 de julho de 2015, Aldridge assinou um contrato de quatro anos e US$ 80 milhões com o San Antonio Spurs. Após ser adquirido pelos Spurs, Aldridge recebeu a camisa número 12, apesar de ter sido aposentado por Bruce Bowen. Bowen deu a Aldridge e aos Spurs sua permissão para o uso do número.
Ele fez sua estreia pelos Spurs na abertura da temporada da equipe em 28 de outubro contra o Oklahoma City Thunder. Em pouco menos de 32 minutos, ele registrou 11 pontos e 5 rebotes em uma derrota por 112-106. Em 11 de novembro, ele retornou a Portland pela primeira vez, registrando 23 pontos e 6 rebotes na vitória por 113-101 sobre sua ex-equipe. Em 1º de fevereiro de 2016, ele marcou 28 pontos na vitória por 107-92 sobre o Orlando Magic, ajudando os Spurs a vencer seu 35º jogo consecutivo em casa (datando de março de 2015), a sexta maior sequência da história da liga.
Em 8 de fevereiro, ele foi nomeado o Jogador da Semana da Conferência Oeste para jogos jogados de 1 de fevereiro a 7 de fevereiro. Ele teve médias de 26,0 pontos, 7,3 rebotes e 2,5 bloqueios enquanto os Spurs tiveram um recorde de 4-0 na semana.
Depois de deslocar o dedo mindinho direito em 7 de abril, isso o incomodou pelo resto da temporada regular e para os playoffs. Na vitória do Jogo 1 da primeira rodada dos playoffs contra o Memphis Grizzlies, Aldridge marcou 17 pontos. Os Spurs varreram os Grizzlies e enfrentaram o Oklahoma City Thunder nas semifinais de conferência. No Jogo 1 da série contra o Thunder, Aldridge marcou 38 pontos na vitória por 124-92. Em uma derrota no Jogo 2, ele superou essa marca marcando 41 pontos.

#### Temporada de 2016-17
Na abertura da temporada dos Spurs em 25 de outubro de 2016, Aldridge registrou 26 pontos e 14 rebotes na vitória por 129-100 sobre o Golden State Warriors. Em 25 de dezembro, ele marcou 33 pontos na vitória por 119-110 sobre o Chicago Bulls, marcando sua segunda maior pontuação pelos Spurs.
Em 11 de março de 2017, ele foi descartado por tempo indeterminado devido a uma ocorrência de uma leve arritmia cardíaca. Ele foi liberado para retornar em 15 de março. Em seu primeiro jogo na volta, Aldridge registrou 19 pontos e sete rebotes na derrota por 110-106 para o Portland Trail Blazers. Como resultado, Aldridge alcançou 1.000 pontos pela 10ª temporada consecutiva, juntando-se a LeBron James e Dwyane Wade como os únicos jogadores ativos (na época) com essa sequência.
Em 11 de maio de 2017, os Spurs eliminaram o Houston Rockets com uma vitória por 114-75 no Jogo 6 da segunda rodada dos playoffs. Aldridge não conseguiu passar da segunda rodada em suas seis viagens anteriores pós-temporada. Ele também se tornou o primeiro jogador dos Spurs a registrar 34 pontos e 12 rebotes em um jogo de playoffs desde Tim Duncan contra o Phoenix Suns em 2008. Os Spurs perderam para os Warriors nas finais da Conferência Oeste. Aldridge encerrou uma série decepcionante com seu segundo esforço de oito pontos contra os Warriors.

#### Temporada de 2017-18
Em 16 de outubro de 2017, Aldridge assinou uma prorrogação de contrato de três anos e US$ 72,3 milhões com os Spurs. Dois dias depois, na abertura da temporada dos Spurs, Aldridge registrou 25 pontos e 10 rebotes na vitória por 107-99 sobre o Minnesota Timberwolves.
Em 27 de novembro de 2017, ele marcou 33 pontos na vitória por 115-108 sobre o Dallas Mavericks. Dois dias depois, ele marcou 41 pontos na vitória por 104-95 sobre o Memphis Grizzlies. Em 23 de janeiro de 2018, ele foi nomeado como reserva da Conferência Oeste no All-Star Game, tornando-se o primeiro jogador dos Spurs que não jogou sua temporada de estreia em San Antonio a ir para o All-Star Game desde Artis Gilmore em 1986. Três dias depois, na derrota por 97-78 para o Philadelphia 76ers, Aldridge pegou seu 7.000ª rebote na carreira, tornando-se o único jogador da NBA com mais de 16.000 pontos e mais de 7.000 rebotes desde que entrou na liga em 2006.
Em 17 de março de 2018, ele fez 39 pontos na vitória por 117-101 sobre os Timberwolves. Em 21 de março de 2018, na vitória por 98-90 sobre o Washington Wizards, Aldridge tornou-se o 27º jogador na história da liga com mais de 900 bloqueios e mais de 16.000 pontos em sua carreira — o único jogador a realizar esse feito desde que começou sua carreira em 2006. Dois dias depois, ele marcou 45 pontos na vitória por 124-120 sobre o Utah Jazz. Seus 28 pontos no primeiro tempo foram os maiores por um jogador dos Spurs desde que Manu Ginóbili marcou 28 pontos contra o Cleveland Cavaliers em 2008. No jogo 2 da primeira rodada dos playoffs contra o Golden State Warriors, Aldridge marcou 34 pontos em uma derrota por 116-101. Os Spurs perderam a série em cinco jogos.

#### Temporada de 2018-19
Na abertura da temporada dos Spurs em 17 de outubro, Aldridge registrou 21 pontos e 19 rebotes na vitória por 112-108 sobre o Minnesota Timberwolves. Em 22 de outubro, ele teve 37 pontos e 10 rebotes na vitória por 143-142 sobre o Los Angeles Lakers. Em 29 de dezembro, ele marcou 38 pontos na vitória por 122-111 sobre o Los Angeles Clippers. Em 10 de janeiro de 2019, ele marcou 56 pontos na vitória por 154-147 sobre o Oklahoma City Thunder.
Em 31 de janeiro de 2019, ele foi nomeado reserva da Conferência Oeste no All-Star Game. Em 2 de fevereiro, ele registrou 25 pontos e 14 rebotes na vitória por 113-108 sobre o New Orleans Pelicans, chegando assim a 18.000 pontos e se tornando o único jogador na liga com 18.000 pontos e 7.500 rebotes desde 2006. Em 24 de março, ele registrou 48 pontos e 13 rebotes na vitória por 115-98 sobre o Boston Celtics.

#### Temporada de 2019-20
Em um jogo contra o Golden State Warriors, Aldridge colecionou seu 8.000º rebote na carreira. Ele se tornou o primeiro jogador da NBA a marcar 18.000 ou mais pontos e pegar 8.000 ou mais rebotes desde 2006.
Em 8 de junho de 2020, o San Antonio Spurs anunciou que Aldridge havia sido submetido a uma descompressão artroscópica subacromial e desbridamento do manguito rotador no ombro direito e perderia o restante da temporada de 2019-20.

#### Temporada de 2020-21
Na temporada de 2020-21, Aldridge perdeu oito dos últimos 11 jogos de San Antonio antes da pausa para o All-Star Game da NBA devido a lesões no quadril e quadríceps. Ele foi reserva nos três jogos que jogou, a primeira vez desde que era um novato em Portland. Após o intervalo, Aldridge e os Spurs concordaram mutuamente que ele não voltaria para a equipe e lhe foi concedida permissão para buscar oportunidades com outras equipes. Ele teve médias de 13,7 pontos e 4,5 rebotes em 25,9 minutos na temporada.
Em 25 de março de 2021, Aldridge chegou a um acordo para ser dispensado do San Antonio.

### Brooklyn Nets (2021–2022)
Em 28 de março de 2021, Aldridge assinou com o Brooklyn Nets. Em 1º de abril, ele estreou pelos Nets, registrando 11 pontos, nove rebotes e seis assistências na vitória por 111-89 contra o Charlotte Hornets.
Em 15 de abril de 2021, Aldridge anunciou sua aposentadoria, citando preocupações de saúde decorrentes de um batimento cardíaco irregular.
Em 3 de setembro de 2021, Aldridge re-assinou com os Nets depois de receber autorização médica para voltar a jogar basquete profissional. Em 22 de outubro, ele marcou 23 pontos, o recorde da temporada, na vitória contra o Philadelphia 76ers. Em 29 de outubro, Aldridge marcou 21 pontos em uma vitória por 105–98 sobre o Indiana Pacers, alcançando a marca de 20.000 pontos na carreira.
Em 31 de março de 2023, Aldridge anunciou sua aposentadoria pela segunda vez.

## Estatísticas da carreira

### NBA

#### Temporada regular
| Ano      | Equipe      | PJ    | PT  | MPJ  | AP   | 3P   | LL    | RT   | AS  | BR  | TO  | PPJ  |
| -------- | ----------- | ----- | --- | ---- | ---- | ---- | ----- | ---- | --- | --- | --- | ---- |
| 2006-07  | Portland    | 63    | 22  | 22.1 | .503 | .000 | .722  | 5.0  | .4  | .3  | 1.2 | 9.0  |
| 2007-08  | Portland    | 76    | 76  | 34.9 | .484 | .143 | .762  | 7.6  | 1.6 | .7  | 1.2 | 17.8 |
| 2008-09  | Portland    | 81    | 81  | 37.1 | .484 | .250 | .781  | 7.5  | 1.9 | .9  | .9  | 18.1 |
| 2009-10  | Portland    | 78    | 78  | 37.5 | .495 | .313 | .757  | 8.0  | 2.1 | .9  | .6  | 17.9 |
| 2010-11  | Portland    | 81    | 81  | 39.6 | .500 | .174 | .791  | 8.8  | 2.1 | 1.0 | 1.2 | 21.8 |
| 2011-12  | Portland    | 55    | 55  | 36.3 | .512 | .182 | .814  | 8.0  | 2.4 | .9  | .8  | 21.7 |
| 2012-13  | Portland    | 74    | 74  | 37.7 | .484 | .143 | .810  | 9.1  | 2.6 | .8  | 1.2 | 21.1 |
| 2013-14  | Portland    | 69    | 69  | 36.2 | .458 | .200 | .822  | 11.1 | 2.6 | .9  | 1.0 | 23.2 |
| 2014-15  | Portland    | 71    | 71  | 35.4 | .466 | .352 | .845  | 10.2 | 1.7 | .7  | 1.0 | 23.4 |
| 2015-16  | San Antonio | 74    | 74  | 30.6 | .513 | .000 | .858  | 8.5  | 1.5 | .5  | 1.1 | 18.0 |
| 2016-17  | San Antonio | 72    | 72  | 32.4 | .477 | .411 | .812  | 7.3  | 1.9 | .6  | 1.2 | 17.3 |
| 2017-18  | San Antonio | 75    | 75  | 33.5 | .510 | .293 | .837  | 8.5  | 2.0 | .6  | 1.2 | 23.1 |
| 2018-19  | San Antonio | 81    | 81  | 33.2 | .519 | .238 | .847  | 9.2  | 2.4 | .5  | 1.3 | 21.3 |
| 2019–20  | San Antonio | 53    | 53  | 33.1 | .493 | .389 | .827  | 7.4  | 2.4 | .7  | 1.6 | 18.9 |
| 2020–21  | San Antonio | 21    | 18  | 25.9 | .464 | .360 | .838  | 4.5  | 1.7 | .4  | .9  | 13.7 |
| 2020–21  | Brooklyn    | 5     | 5   | 26.0 | .521 | .800 | 1.000 | 4.8  | 2.6 | .6  | 2.2 | 12.8 |
| 2021–22  | Brooklyn    | 47    | 12  | 22.3 | .550 | .304 | .873  | 5.5  | .9  | .3  | 1.0 | 12.9 |
| Carreira | Carreira    | 1.076 | 997 | 32.5 | .496 | .267 | .823  | 7.7  | 1.9 | .6  | 1.1 | 18.3 |
| All-Star | All-Star    | 7     | 1   | 11.7 | .368 | .800 | .000  | 2.9  | .6  | .1  | .4  | 4.6  |

#### Playoffs
| Ano      | Equipe      | PJ | PT | MPJ  | AP   | 3P    | LL   | RT   | AS  | BR  | TO  | PPJ  |
| -------- | ----------- | -- | -- | ---- | ---- | ----- | ---- | ---- | --- | --- | --- | ---- |
| 2009     | Portland    | 6  | 6  | 39.5 | .490 | .250  | .700 | 7.5  | 1.3 | .5  | 1.7 | 19.5 |
| 2010     | Portland    | 6  | 6  | 38.2 | .430 | .500  | .750 | 6.0  | 2.2 | 1.2 | 1.8 | 19.0 |
| 2011     | Portland    | 6  | 6  | 43.0 | .461 | .000  | .792 | 7.5  | 1.3 | 1.3 | 1.7 | 20.8 |
| 2014     | Portland    | 11 | 11 | 40.1 | .452 | .667  | .800 | 10.6 | 1.5 | 0.6 | 1.6 | 26.2 |
| 2015     | Portland    | 5  | 5  | 41.6 | .330 | .273  | .889 | 11.2 | 1.8 | 0.4 | 2.4 | 21.8 |
| 2016     | San Antonio | 10 | 10 | 33.7 | .521 | 1.000 | .891 | 8.3  | 1.0 | 0.4 | 1.4 | 21.9 |
| 2017     | San Antonio | 16 | 16 | 33.6 | .458 | .143  | .764 | 7.4  | 1.5 | .6  | 1.0 | 16.5 |
| 2018     | San Antonio | 5  | 5  | 35.4 | .463 | .600  | .976 | 9.2  | 2.4 | .6  | .4  | 23.6 |
| 2019     | San Antonio | 7  | 7  | 34.9 | .455 | .273  | .818 | 9.6  | 2.7 | .7  | 1.0 | 20.0 |
| Carreira | Carreira    | 72 | 72 | 37.7 | .451 | .411  | .820 | 8.5  | 1.7 | .7  | 1.4 | 21.0 |

### Universitário
| Ano      | Equipe   | PJ | PT | MPJ  | AP   | 3P | LL   | RT  | AS | BR  | TO  | PPJ  |
| -------- | -------- | -- | -- | ---- | ---- | -- | ---- | --- | -- | --- | --- | ---- |
| 2004–05  | Texas    | 16 | 16 | 22.2 | .663 | —  | .657 | 5.9 | .9 | 1.1 | 1.5 | 9.9  |
| 2005–06  | Texas    | 37 | 37 | 33.7 | .569 | —  | .646 | 9.2 | .5 | 1.4 | 2.0 | 15.0 |
| Carreira | Carreira | 53 | 53 | 27.9 | .616 | —  | .651 | 7.5 | .7 | 1.2 | 1.7 | 12.4 |

Fonte:

## Vida pessoal
Aldridge e sua ex-parceira têm um filho juntos, que nasceu em 2009. Seu segundo filho nasceu em 2011.
O primo de Aldridge, Marlon Hairston, é meio-campista do Columbus Crew da Major League Soccer.
Em 2007, Aldridge foi diagnosticado com síndrome de Wolff-Parkinson-White, uma doença cardíaca. Ele perdeu o resto da temporada de 2006-07, a fim de monitorar o problema e corrigi-lo. Antes da temporada de 2011-12, Aldridge mais uma vez foi submetido a uma cirurgia para corrigir complicações associadas ao seu problema cardíaco.
Aldridge apareceu em dois episódios de Portlandia: episódio 8 da 2ª temporada, participando do 10º aniversário da livraria Women and Women First com Penny Marshall, e episódio da 4ª temporada, "Trail Blazers".